# Sale el sol World Tour
Sale el sol World Tour (también conocido como The Sun Comes Out World Tour fuera del mundo hispano, Shakira: Live in Concert durante la primera etapa de la gira, y The Pop Festival en Latinoamérica) fue la quinta gira mundial de la cantante y compositora colombiana Shakira. La gira fue realizada en apoyo a su sexto y séptimo álbumes de estudio, She Wolf y Sale el sol. Fue anunciada el 3 de mayo de 2010 a través de la página web oficial de la cantante.

## Antecedentes y ocurrencias
En noviembre de 2009, Shakira anunció un concurso para presentar bandas y / o cantantes sin compañía discográfica para ser parte del acto de apertura de lo que sería su nueva gira de conciertos. La gira se anunció oficialmente en mayo de 2010, y comenzó el 15 de septiembre de 2010 en Montreal, Canadá, en lo que en realidad se trató de un concierto ensayo. Su nombre no fue revelado sino hasta el 8 de septiembre, pocos días antes de empezar la gira; hasta entonces había sino conocida simplemente como Shakira: Live in Concert. La cantante describió la gira como "enérgica" e "interactiva", afirmando:

"Tendrá nuevos temas y habrá una gran cantidad de interacción con el público. Mi show tendrá mucho de eso: mucho baile, una alegría de vivir. Me siento libre en el escenario. Me gusta ver las caras de todos, para ver la reacción. Así que puedes encontrar una gran cantidad de mi energía ... pero también habrá momentos que espero sean artísticamente enérgicos. Quiero que la gente sienta las cosas de cerca"
 Shakira

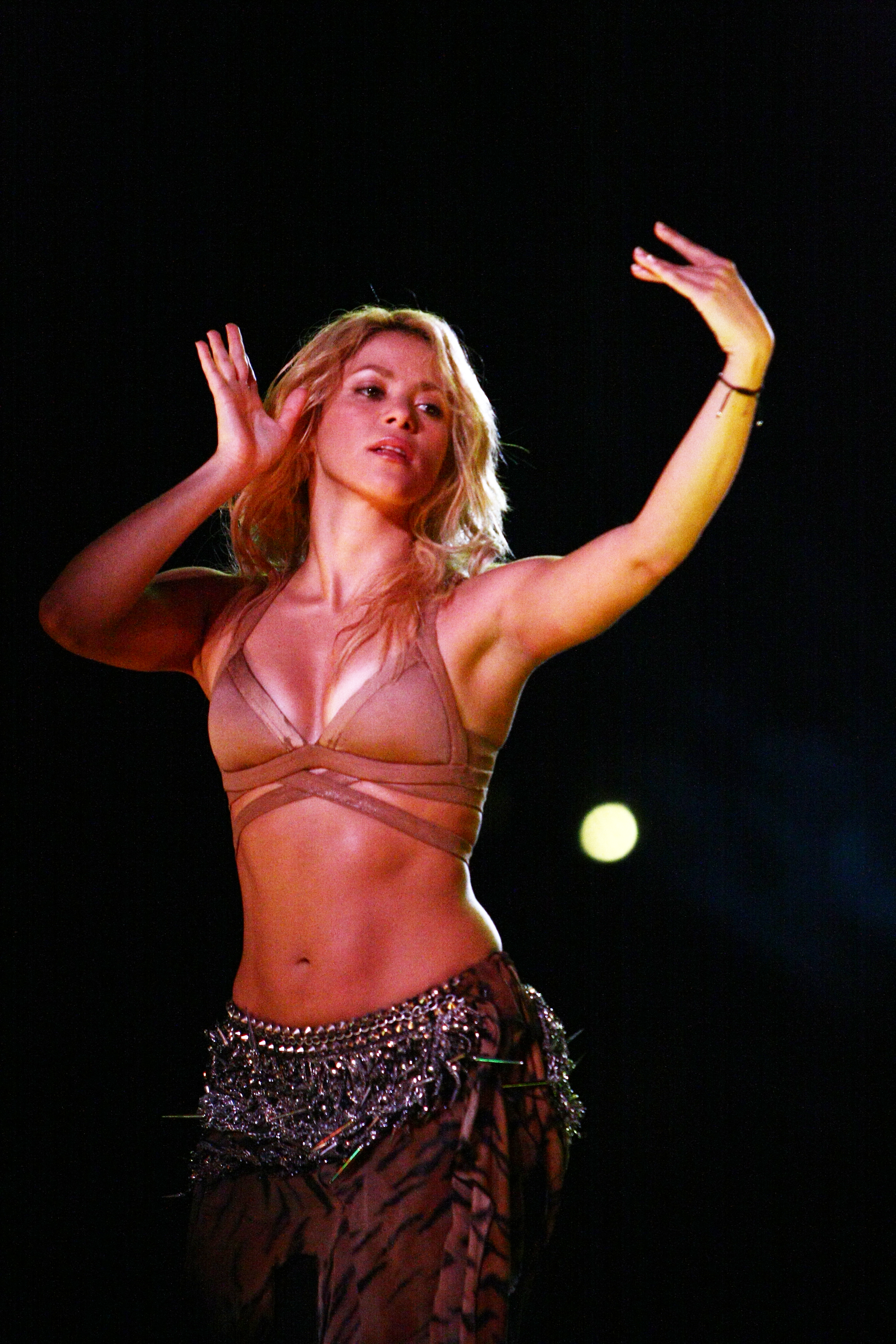
Shakira realizando danzas árabes en medio de la interpretación de Ojos Así.

Es así como en la gira de la colombiana se destacó su simpatía con el público, saliendo a escena entre sus fanes con un contacto más cercano, los llenos totales en sus presentaciones, ovacionada y querida por muchos de sus fieles fanes y nuevos seguidores.
La gira continuó por Europa en noviembre y diciembre del 2010, con SEAT como patrocinador, que utilizó la canción Good Stuff para su campaña publicitaria. 

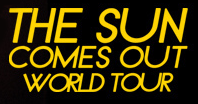
Segundo cartel promocional del tour (2011).

En marzo de 2011 comenzó su gira nuevamente en Latinoamérica, la cual formaba parte de The Pop Festival, festival que hizo que Shakira compartiera escenario con otros artistas. El 29 de abril de 2011 Shakira regresó a Abu Dhabi en los Emiratos Árabes Unidos, visitó otras ciudades de Europa e incluyó una fecha en Beirut, Líbano y otra en el festival Mawazine de Rabat, Marruecos. Concluyó con dos presentaciones en París, Francia donde se hicieron grabaciones en vivo para un posterior DVD. Su patrocinador en esta ocasión fue Movistar. 
Ya en junio del mismo año, se anunciaron nuevas fechas en México, que entre las cuales se encontraba un concierto masivo gratuito en Mérida, Yucatán. Esta etapa del tour terminó el 31 de julio en Mexicali. A partir de entonces la gira entró en un período de 2 meses casi sin conciertos, donde Shakira actuó en Singapur, en Brasil en el Rock in Rio 2011 festival, y en la reinauguración del Estadio Olímpico de Kiev, en Kiev, Ucrania. Finalmente, la gira tuvo sus últimos dos conciertos los días 14 y 15 de octubre en San Juan, Puerto Rico.
Durante el tiempo que duró el tour, se dieron diferentes sucesos, que incluyeron, entre otros, caídas y olvidos de letra por parte de Shakira, fallos de audio e interrupciones inesperadas de fanáticos en el escenario. Después del concierto en Anaheim, California (al sur de Los Ángeles), Shakira interpretó "Loca" sorpresivamente en el estacionamiento a las afueras del recinto. "Gordita" fue interpretada junto a René de Calle 13 en los conciertos de Los Ángeles, Córdoba y San Juan. En Santo Domingo, República Dominicana, Shakira y El Cata interpretaron juntos por primera (y única) vez su canción "Loca". Para su segundo concierto en Barcelona, Shakira invitó a los jugadores del FC Barcelona tras su éxito en la Champions League a bailar en escenario en medio de su interpretación de "Whenever, Wherever".
A lo largo del tour hubo cambios en el vestuario, especialmente a partir del concierto en Nueva York.

## Acerca del show

### Repertorio

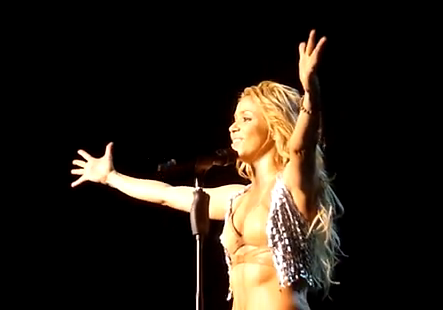
Shakira interpretando Sale el Sol

El repertorio en general incluyó viejos y nuevos éxitos, estos últimos de sus dos últimos álbumes, "Loba" y "Sale el Sol".
Aunque haya dejado fuera canciones de sus últimos trabajos discográficos como: "Lo Hecho Está Hecho", "Give it up to me", "Men in This Town", "Rabiosa", "Addicted to You"; muy solicitadas, la gira tuvo gran aceptación por parte de fanáticos. Los primeros cambios se hicieron notar durante la primera etapa europea, en la que "Si te Vas" no fue interpretada en algunos conciertos, "Ojos Así", "Las de la intuición",y "Gordita" sufrieron cambios en su duración. Las canciones "Gordita" y "Underneath Your Clothes" fueron eliminadas del repertorio del tour después del concierto en Santiago, Chile; tan sólo fueron interpretadas para posterior grabación del DVD. Lo mismo sucedió con "Pienso en ti", comenzando los conciertos con "Why Wait" después del concierto en Mannheim, Alemania. 
En los conciertos de Ginebra y París, Shakira sorprendió a los presentes al interpretar la balada "Je l’aime à mourir", de Francis Cabrel comenzándola en castellano y continuándola en un perfecto francés.
Finalmente, para su interpretación especial en Rock in Rio 2011, Shakira comenzó su show con "Estoy Aquí" como reemplazo especial de "Años Luz" y luego interpretó junto a Ivete Sangalo la canción en portugués "País Tropical" substituyendo a "Antes de las seis". Para los dos últimos conciertos en Puerto Rico, se recuperó todo el repertorio, a excepción de Underneath your Clothes.
| Norteamérica y Europa 2010 |
| --- |
| 1. "Pienso en ti" 2. "Why Wait" 3. "Te Dejo Madrid" 4. "Si te vas" 5. "Whenever, Wherever" (contiene extractos de "Unbelievable") 6. "Inevitable" 7. Medley: "El Nay A'atini Nay" / "Nothing Else Matters" / "Despedida" 8. "Gypsy" 9. "La Tortura" 10. "Ciega, Sordomuda" 11. "Underneath Your Clothes" 12. "Gordita" 13. "Sale el Sol" 14. "Las de la Intuición" 15. "Loca" 16. "She Wolf (contiene extractos de mapalé) 17. "Ojos Así (contiene extractos de "Move de Said Mrad") Encore 1. "Antes de las Seis" 2. "Hips Don't Lie" 3. "Waka Waka (This Time for Africa)" Fuente: |

| Latinoamérica y España |
| --- |
| 1. "Pienso en ti" 2. "Años Luz / Why Wait" 3. "Te Dejo Madrid" 4. "Si te vas" 5. "Suerte (contiene extractos de "Unbelievable") 6. "Inevitable" 7. Medley: "El Nay A'atini Nay" / "Nothing Else Matters" / "Despedida" 8. "Gitana" 9. "La Tortura" 10. "Ciega, Sordomuda" 11. "Underneath Your Clothes" (Argentina, Chile y España) 12. "Gordita" (Argentina, Chile, España y Puerto Rico) 13. "Sale el Sol" 14. "Las de la Intuición" 15. "Loca" 16. "Loba"(contiene extractos de Mapalé) 17. "Ojos Así" (contiene extractos de "Move de Said Mrad") Encore 1. "Antes de las Seis" 2. "Hips Don't Lie" 3. "Waka Waka (Esto es África)" Fuente: |

| África, Asia y Europa 2011 |
| --- |
| 1. "Pienso en ti" (sólo en algunas fechas) 2. "Why Wait" 3. "Te Dejo Madrid" 4. "Si te vas" (sólo en algunas fechas) 5. "Whenever, Wherever" (contiene extractos de "Unbelievable") 6. "Inevitable" 7. Medley: "El Nay A'atini Nay" / "Nothing Else Matters" / "Despedida" 8. "Gypsy" 9. "La Tortura" 10. "Ciega, Sordomuda" 11. "Sale el Sol" 12. "Las de la Intuición" 13. "Loca" 14. "She Wolf" (contiene extractos de Mapalé) 15. "Ojos Así" (contiene extractos de "Move de Said Mrad") Encore 1. "Antes de las Seis" 2. "Hips Don't Lie" 3. "Waka Waka (This Time for Africa)" Fuente: |

| Rock in Rio 2011 |
| --- |
| 1. "Estoy Aquí" 2. "Te Dejo Madrid" 3. "Si te vas" 4. "Whenever, Wherever"(contiene extractos de "Unbelievable") 5. "Inevitable" 6. Medley: "El Nay A'atini Nay" / "Nothing Else Matters" / "Despedida" 7. "Gypsy" 8. "La Tortura" 9. "Ciega, Sordomuda" 10. "Sale el Sol" 11. "Las de la Intuición" 12. "Loca" 13. "She Wolf" (contiene extractos de Mapalé) 14. "Ojos Así" (contiene extractos de "Move de Said Mrad") Encore 1. "País Tropical"(con Ivete Sangalo) 2. "Hips Don't Lie" 3. "Waka Waka (This Time For Africa)" |

| DVD (París 2011) |
| --- |
| 1. "Pienso en ti" 2. "Why Wait" 3. "Te Dejo Madrid" 4. "Si te vas" 5. "Whenever, Wherever" (contiene extractos de "Unbelievable") 6. "Inevitable" 7. Medley: "El Nay A'atini Nay" / "Nothing Else Matters" / "Despedida" 8. "Gypsy" 9. "La Tortura" 10. "Ciega, Sordomuda" 11. "Underneath Your Clothes" 12. "Gordita" 13. "Sale el Sol" 14. "Las de la Intuición" 15. "Loca" 16. "She Wolf" (contiene extractos de Mapalé) 17. "Ojos Así" (contiene extractos de "Move de Said Mrad") Encore 1. "Antes de las Seis" 2. "Je l’aime à mourir" 3. "Hips Don't Lie" 4. "Waka Waka (This Time for Africa)" Fuente: |

### Escenario

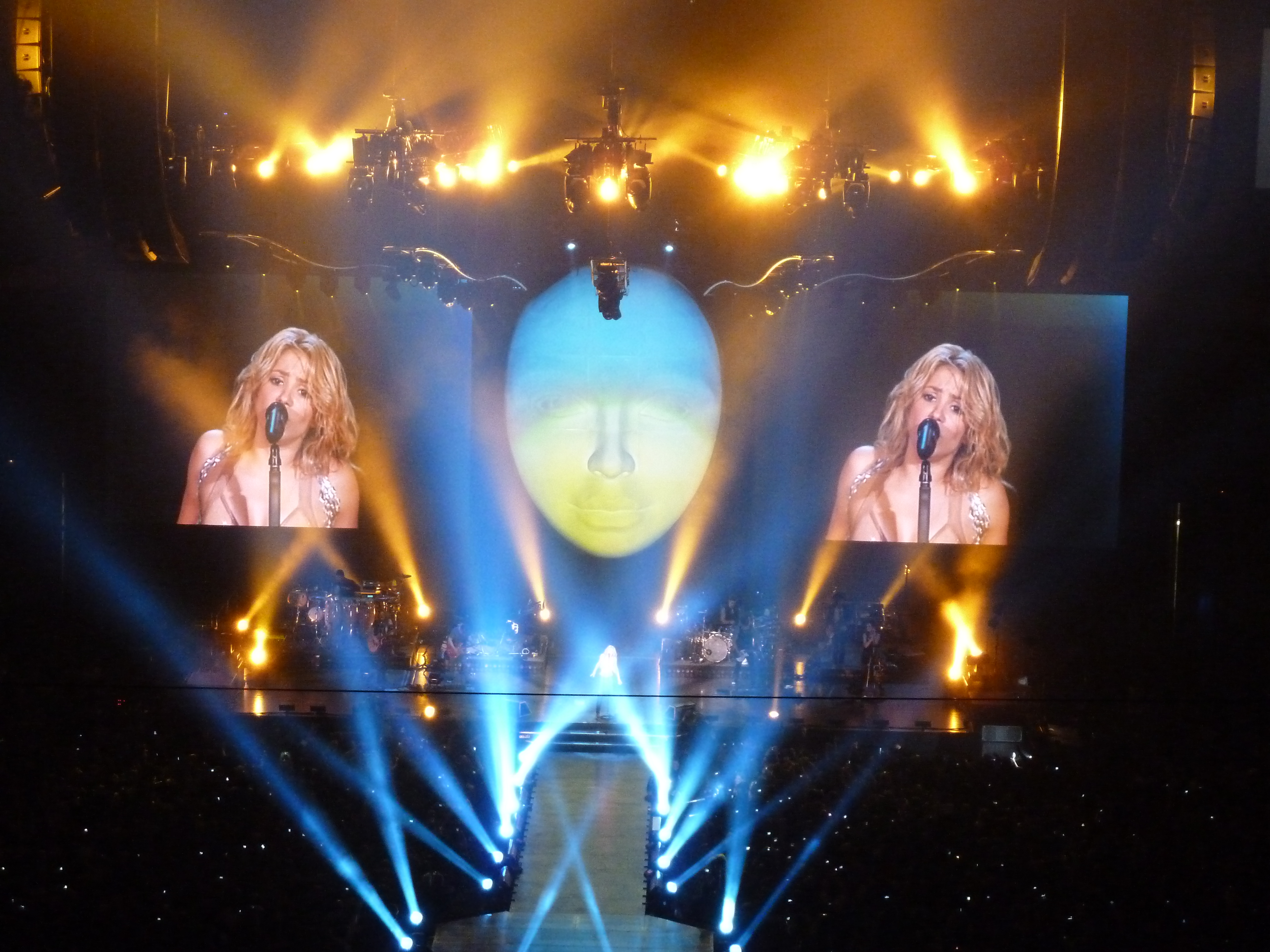
Shakira interpretando Sale el Sol. Apréciese la cantidad de luces que contiene el escenario, la pantalla dividida en dos y la cara o máscara gigante.

El escenario contenía espacio para la banda, y por lo general a los costados de este se encontraban también el público. Del centro salía una pasarela que acaba en un octógono, cuyo piso era normalmente de acrílico, lo cual permitía iluminarlo desde abajo. A un lado del octógono se encontraba una escalera, que permitió a Shakira acceder al escenario desde el recinto en "Pienso en ti" y a los fanáticos que bailaban con ella en "Suerte". En un principio fueron tan sólo cintas las que separaban a los fanáticos del escenario, lo que permitía a los fanáticos un gran acercamiento al artista; pero luego a razón de las frecuentes irrupciones de estos en él, las cintas fueron cambiadas por vallas, que además se encontraban más alejadas.
En cuanto a las luces, estas eran de diferentes formas y tamaños y se encienden y se opacan a medida que corre el show. Además, tienen la capacidad de moverse y cambiar de color, y se agrupan en juegos tanto en el techo como en el suelo y en la misma pasarela. 
El escenario y el repertorio sufrieron cambios a lo largo de la gira. Normalmente este contenía cuatro pantallas gigantes, dos que muestran a la cantante y otra que se encuentra en el escenario propiamente dicho, la cual es capaz de dividirse y dejar lugar a una cara o máscara gigante. Esta aparece por primera vez en el tema "Gordita" mostrando a René de Calle 13, y continúa en "Sale el Sol", "Las de la Intuición", "Loca", "Loba", y finalmente se va en "Ojos Así". En ella se proyectaban gran variedad de diseños temáticos. La cara o máscara gigante dejó ser parte de la decoración del tour a partir de los conciertos de 2011.
Finalmente, los efectos incluían humo y un efecto símil nieve durante la interpretación de "Antes de las Seis". Entre los cambios que sufrieron los conciertos en la segunda etapa europea, se vieron juegos de láseres que hacían su debut en "Suerte", luego en "Loca" y finalmente en "Las de la Intuición" dándole a las canciones un toque más electro pop; sin embargo, no estuvieron presentes durante la grabación del DVD. Además, se introdujo un efecto símil fuego con aire comprimido y luces de color rojo en "Loba".

### Sinopsis
El espectáculo comienza con Shakira caminando entre la audiencia hacia el escenario con un vestido rosa interpretando "Pienso en ti". Cuando llega al principio de la pasarela, se desprende del vestido y se deja mostrar un top dorado, unos pantalones negros y botas negras para cantar "Why Wait". Durante la interpretación de esta canción, Shakira saluda generalmente en el idioma local al público, y luego del primer estribillo se dirige al final de la pasarela donde realizara la danza del abanico. 

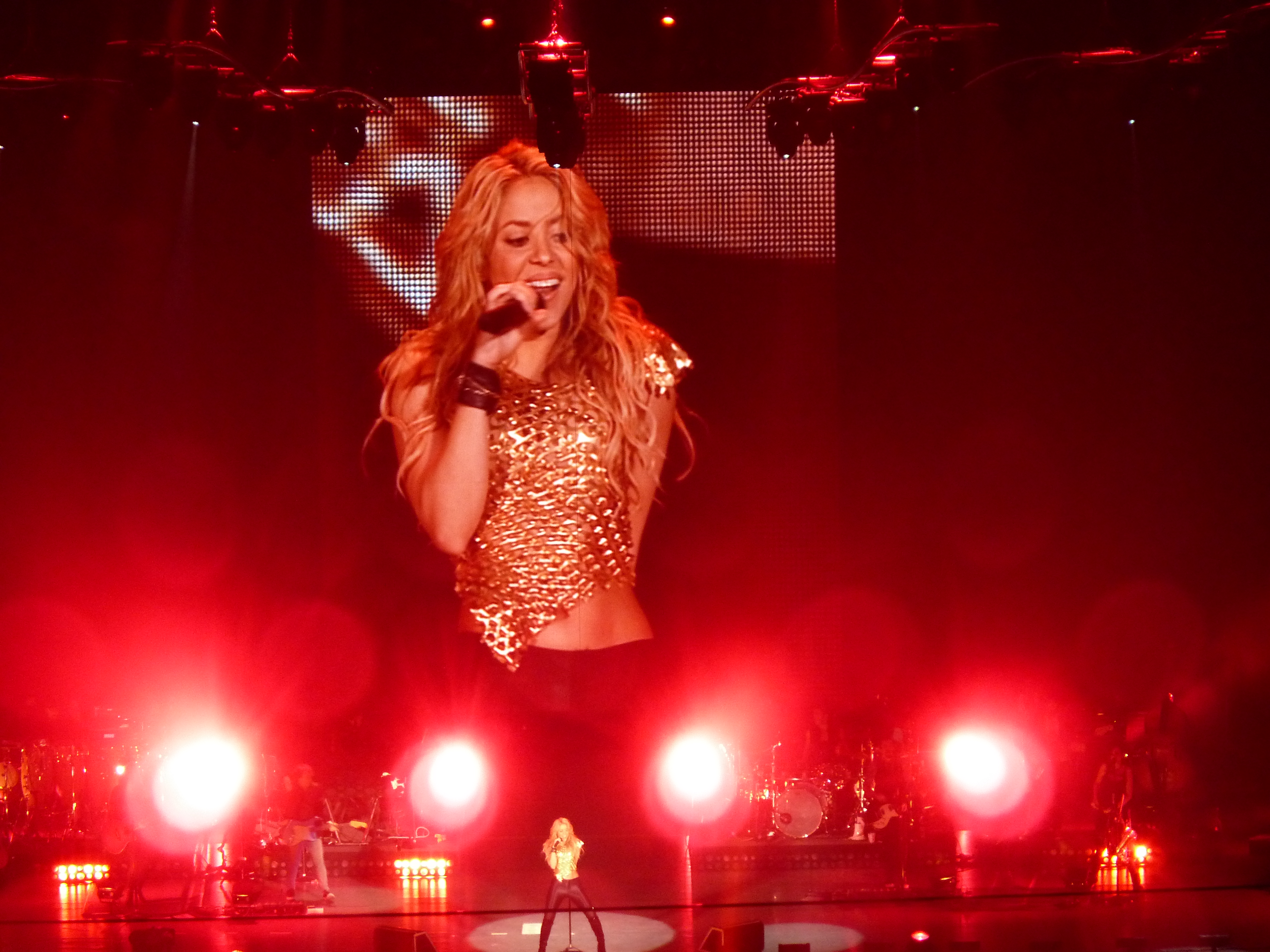
Shakira interpretando "Te Dejo Madrid", segundo o tercer tema del concierto.

"Te Dejo Madrid" es el segundo tema, en el cual Shakira hace un solo de armónica. Antes de continuar con "Si Te Vas", Shakira dirige unas palabras al público. Llegado un momento de la canción, se invita al público a hacer palmas. Una vez terminada la canción, suena un solo de guitarra eléctrica distorsionada de las primeras notas que dan paso a una versión roquera de "Whenever, Wherever", que incluye samples de la canción de EMF "Unbelievable". Durante esa misma interpretación Shakira sube a cuatro o más personas de la audiencia a los cuales invita a bailar pasos de cadera. Para terminar el primer acto, Shakira toma una guitarra y canta "Inevitable".
Luego de un interludio, comienza la parte gitana del show, en la cual empiezan a sonar extractos de "El Nay A'atini Nay". Luego de esto aparece nuevamente Shakira con una falda roja escarlata y un top plateado lanzando rosas a la audiencia y comienza a cantar un popurrí, en el cual incluye su propia versión folk de la canción "Nothing Else Matters", de Metallica, y la canción de su segundo EP: "Despedida". Seguido de esta, Shakira empieza a bailar un segmento flamenco para luego interpretar "Gypsy".

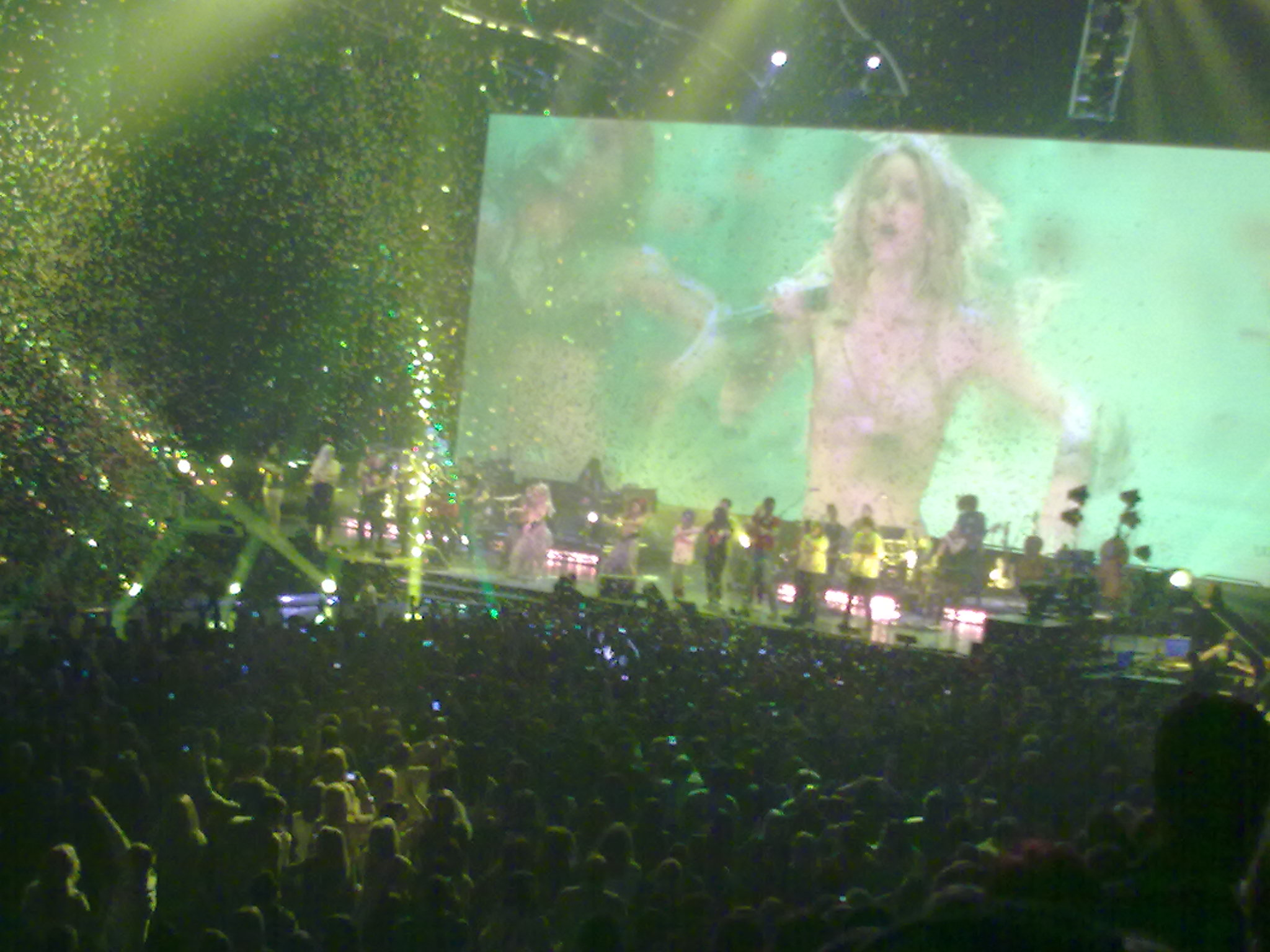
Shakira interpretando "Waka Waka (This Time for Africa)", canción que cierra el espectáculo.

Concluido la parte gitana, Shakira cambia rápidamente de vestuario al deshacerse de la falda y volver a mostrar el pantalón negro para comenzar a cantar "La Tortura". "Ciega, Sordomuda" es el siguiente tema, donde cerca del final vuelve a invitar al público a hacer palmas. "Underneath Your Clothes", uno de sus principales temas en inglés, es el siguiente en ser interpretado para luego pasar bruscamente al reguetón de "Gordita", en la cual sale la máscara o cabeza gigante que proyecta imágenes de René. Para cerrar este acto, Shakira canta "Sale el Sol" después de presentar a su banda.
Al terminar los pequeños samples de "Sale el Sol" se empiezan a mezclar con varios elementos que dan paso a "Las de la Intuición", con un nuevo cambio de vestuario por parte de Shakira: un top negro con líneas verdes y una pantalón olgado de color verde (que formó parte del vestuario durante la mayor parte del tour). Al terminar la canción, se introduce y presenta a sus bailarinas y empieza a cantar "Loca". Una vez terminada la canción, Shakira realiza una danza típica colombiana, el Mapalé, al ritmo de la música, y esta introducción da lugar luego a "She Wolf", una versión muy electrónica y llena de efectos visuales.
Una larga introducción instrumental con un solo de violín da lugar a "Ojos Así" canción que abre el último acto del concierto. Para esta canción Shakira cambia su pantalón por una pollera de estilo árabe. Una vez terminada la canción, Shakira simula terminar el concierto para dar lugar a la última parte, el bis, dónde regresa con un traje azul fantasía para interpretar "Antes de las Seis". A esta canción le sigue "Hips Don't Lie", su mayor hit, canción que presenta una introducción de piano. Waka Waka (This Time for Africa) es la última canción del concierto, donde ganadores de concursos o invitados suben para realizar junto a la artista el baile de esta canción. El concierto acaba con Shakira despidiéndose entre una lluvia de papelitos amarillos y verdes.

### Equipo

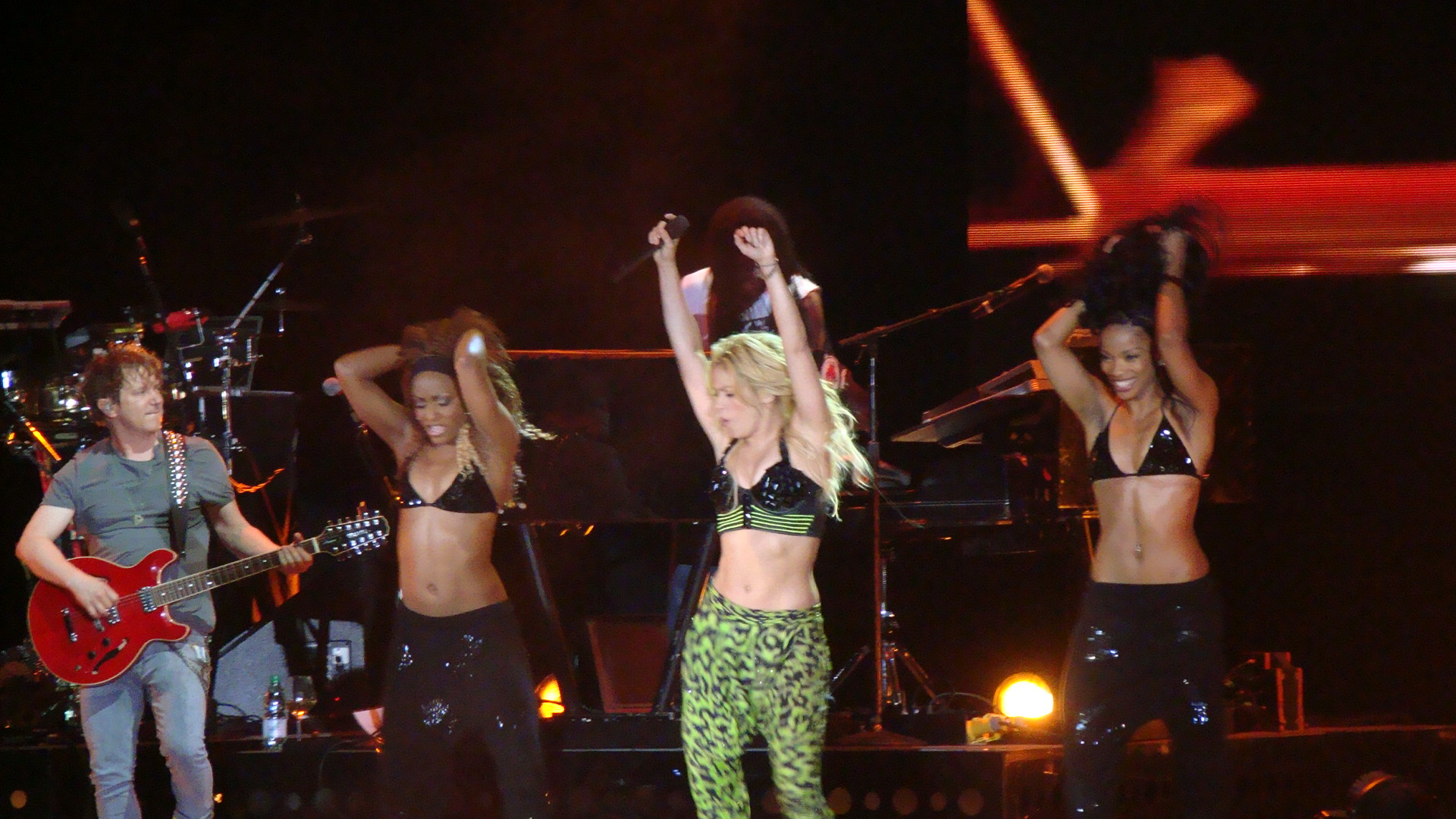
Shakira durante la interpretación de Loca. Aquí se puede ver de a Dionne y a Yanet de izquierda a derecha respectivamente, y al director musical, Tim Mitchell.

El tour fue dirigido por Marty Hom, mientras que Felix Barret dirigió el concierto, Maite Marcos fue el coreógrafo y Magnus Fiennes el supervisor musical. De la seguridad personal de Shakira se encargó su hermano Antonio Mebarak. Xavi Menos fue el encargado de la edición de los videoblogs publicados del tour y de muchas de las fotografías oficiales.
La banda de Shakira durante el tour fue integrada en su mayoría por músicos que participaron en giras anteriores; Tim Mitchell ha sido nuevamente el encargado de dirigir la banda y tocar la guitarra, mientras que Brendan Bucley se encargó de la batería, Albert Menéndez del teclado y los duetos, Eric Holden del bajo y Olgui Chirino de los coros. Las incorporaciones nuevas fueron las de Grecco Buratto en las guitarras, de Thomas Akuru "Dyani" en la percusión y de Úna Palliser en los coros y el violín.
Para este tour fueron por primera vez contratadas bailarinas para realizar coreografías durante las canciones "Loca", "Loba", "Hips Don't Lie" y "Waka Waka". Ellas fueron Dionne Renee, de origen jamaiquino, y Yanet Fuentes, de origen cubano; por esto Shakira las presentaba al comienzo de "Loca" bajo el título de la "loca de Jamaica" y la "loca de Cuba", respectivamente.
El franco español Nicolás Murillo Faucher fue el profesor de francés que la acompañó desde Argentina hasta Francia y fue responsable de enseñarle esta lengua. También le enseñó la versión original de la canción "la quiero a morir" de Francis Cabrel (Je l'aime à mourir) y la ayudó a preparar la sorpresa que se llevaron los fanes franceses en Bercy.

### Teloneros
La mayoría de los artistas que figuran en esta lista participaron durante The Pop Festival, sin embargo fueron considerados por parte de la prensa como teloneros.
| - 84/Ragdod (España) - Parade (Inglaterr) - DJ Fernando Picón (Punta Del Este, Uruguay) - DJ Orlando (Rotterdam) - Calle 13 (Salta, Córdoba) - Los Huayra (Salta) - Vampire Weekend (Buenos Aires) - Dante Spinetta (Buenos Aires) - Emmanuel Horvilleur (Buenos Aires) - Leonel García (Buenos Aires) | - Deborah De Corral (Buenos Aires) - Rosal (Buenos Aires) - No lo soporto (Buenos Aires) - Vicentico (Buenos Aires, Santiago) - Los Auténticos Decadentes (Paraguay) - Francisca Valenzuela (Santiago) - J Balvin (Colombia) | - Ha*Ash (México) - Belanova (Colombia, México, Guatemala) - Bomba Estéreo (Colombia) - Train (Colombia, Brasil, Perú, Venezuela) - Ziggy Marley (Argentina, Paraguay, Brasil, Perú) - Fatboy Slim (Brasil) - Chimarruts (Brasil) - Smiley (Romania) - Bosquito (Romania) |

## Recepción de la crítica
La gira recibió en general críticas positivas, aunque también recibió críticas negativas en momentos determinados del tour.
T'Cha Dunlevy (The Montreal Gazette) elogió el desempeño de Shakira en el Bell Centre diciendo: "Shakira es refrescante inconsciente en el escenario. Sí, ella hace todos los movimientos correctos, pero también se divierte, y su energía es contagiosa. [...] Si este fue el ensayo, sólo podemos imaginar el verdadero concierto."

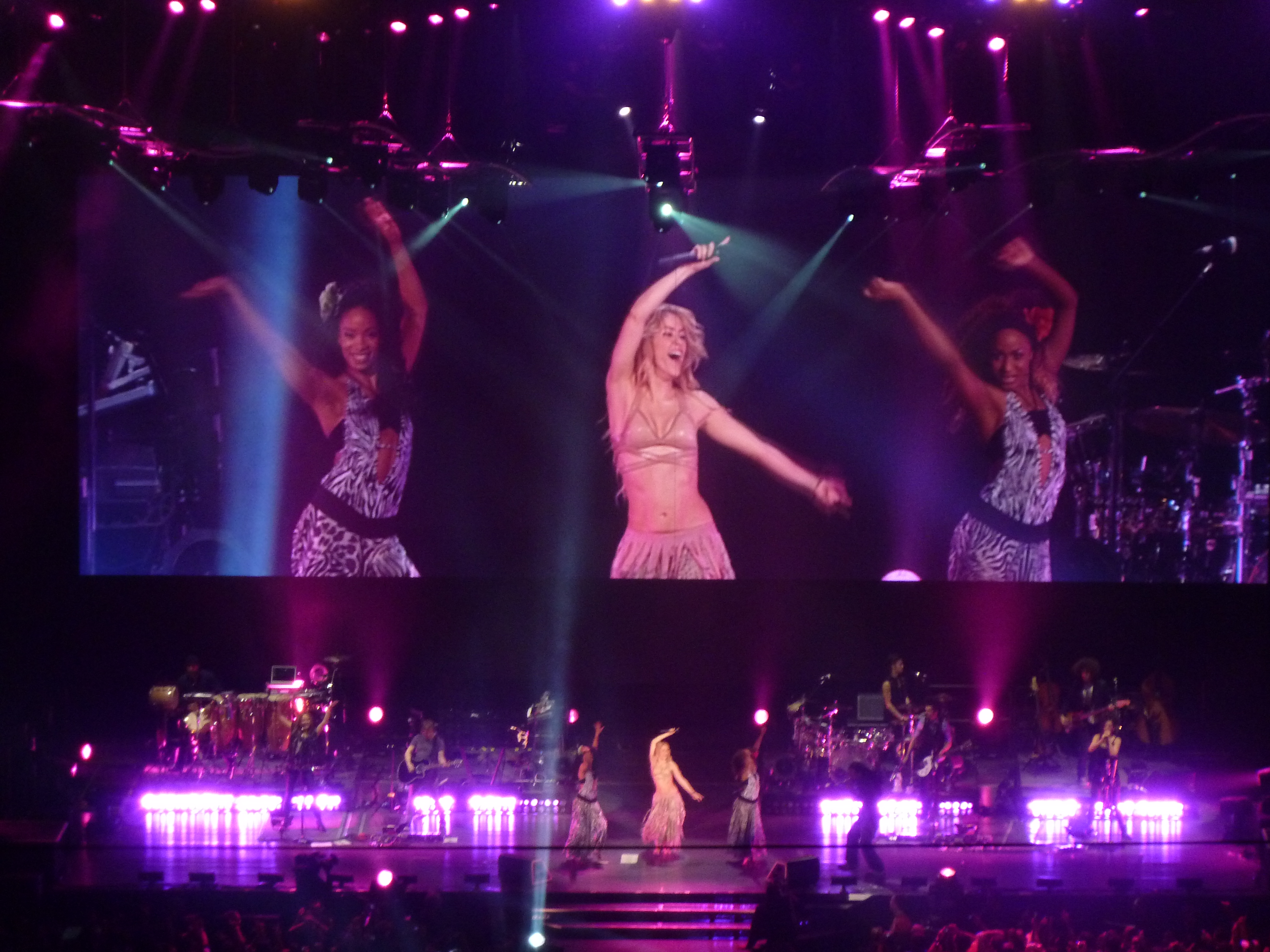
Shakira interpretando Hips Don't Lie.

Jon Pareles (The New York Times) habló de la actuación con la "agradable multitud" del Madison Square Garden. Él continuó diciendo, "Shakira usa su voz con cambios rápidos, frase por frase, entre la inocencia susurrante y sensual música. Ella usa su cuerpo, se mueve con una sonrisa de niña y la danza finamente es calibrada y sensual. Sangoloteos con la cadera y gira suave en cámara lenta, presiona el pecho y gira la muñeca sinuosa, como si cada parte de su cuerpo girara 360 grados."
Jim Abbott (Orlando Sentinel) describe el rendimiento de Shakira en el Amway Arena como "juguetón", añadiendo que, "Aunque la temperatura de la noche fue caliente, Shakira abrió la noche con un tono casi reverencial. Vestida con una bata rosa que fluye y un chal a juego, ella surgió en medio de la audiencia y se marchó en una procesión lenta al escenario, posando para las fotos mientras cantaba la inolvidable "Pienso en ti."
Mikael Wood (Los Angeles Times) también elogió a Shakira después de su actuación en el Staples Center, describiéndola como "un estratega cami-social, que estaba llevando a cabo un plan, con habilidad y sin falta de carisma."
Isabel Betancourt (The Celebrity Cafe) establece que "A pesar del compromiso entre los álbumes actuales, fue una noche emocionante con una megaestrella humilde. Shakira hizo que el sol brillara el fin de semana para miles de residentes de la Florida del Sur y sólo sentí tristeza cuando el concierto llegó a su fin."

## Grabaciones en vivo
Varias grabaciones en vivo se emitieron en televisión pública o privada, como fueron los casos de México, Buenos Aires y Bogotá. Además, a partir del concierto de Abu Dabi, comenzó la grabación y posterior publicación de videoblogs cortos que retrataban cada una de las fechas de esta etapa de la gira.

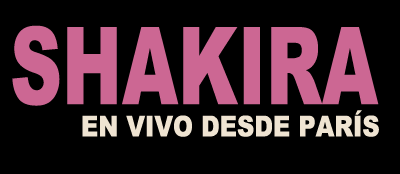
Logo del DVD.

Los conciertos de Ciudad de México y el Rock in Rio pudieron ser vistos en vivo a través de Internet.

### DVD
El DVD de la gira, titulado Shakira: En vivo desde París, fue grabado en París, Francia los días 13 y 14 de junio del 2011. Durante esos días se notó la presencia de cámaras 3D dentro del recinto. Contiene el concierto completo junto a la interpretación especial de "Je l’aime à mourir". Además, para ese concierto se utilizaron nuevos efectos en el escenario. 
El concierto fue también presentado en los cines de algunos países como México por la cadena Cinépolis los días 29 y 30 de noviembre de 2011, y en Italia el día 1 de diciembre de 2011. El evento fue denominado "A day with Shakira" fuera del mundo hispano, que fue mayormente proyectado en Colombia por la cadena de cines Cine Colombia en casi todas las capitales de ese país.

## Anuncio de las fechas de la gira
Junto al anuncio oficial de la gira fueron anunciadas también tres fechas, mientras que a fines de junio fue anunciada la manga europea. La mayoría de los conciertos fueron anunciados a lo largo de los meses de mayo, junio y julio. A principios de diciembre, fue anunciado The Pop Festival, y por ende la parte latinoamericana de la gira, que comenzaría en marzo de 2011 y se extendería hasta mitad de abril. Las fechas de esta última etapa fueron anunciadas en lo que restó del año y enero y febrero. Simultáneamente, fue anunciada una segunda manga europea cuyas primeras fechas anunciadas fueron las de París, donde se grabaría el DVD. A mitad de junio anunciaron más fechas, esta vez en México, que abarcarían la segunda quincena de julio. 
Las últimas dos fechas anunciadas del tour fueron las de Puerto Rico, que serían en octubre; en los meses de agosto y septiembre hubo conciertos esporádicos en Singapur, en el festival Rock in Rio y en Kiev, este último como parte de la inauguración de un estadio de esa ciudad.

## Fechas y eventos
| Norteamérica                     |                         |                        |                                              |
| 15 de septiembre de 2010         | Montreal                | Canadá                 | Centre Bell                                  |
| 17 de septiembre de 2010         | Uncasville              | Estados Unidos         | Mohegan Sun Arena                            |
| 18 de septiembre de 2010         | Atlantic City           | Estados Unidos         | Etess Arena                                  |
| 21 de septiembre de 2010         | Nueva York              | Estados Unidos         | Madison Square Garden                        |
| 25 de septiembre de 2010         | Miami                   | Estados Unidos         | BB&T Center                                  |
| 27 de septiembre de 2010         | Miami                   | Estados Unidos         | AmericanAirlines Arena                       |
| 28 de septiembre de 2010         | Orlando                 | Estados Unidos         | Amway Arena                                  |
| 1 de octubre de 2010             | Dallas                  | Estados Unidos         | American Airlines Center                     |
| 2 de octubre de 2010             | San Antonio             | Estados Unidos         | AT&T Center                                  |
| 5 de octubre de 2010             | Corpus Christi          | Estados Unidos         | American Bank Center                         |
| 6 de octubre de 2010             | Laredo                  | Estados Unidos         | Laredo Energy Arena                          |
| 8 de octubre de 2010             | Houston                 | Estados Unidos         | Toyota Center                                |
| 9 de octubre de 2010             | McAllen                 | Estados Unidos         | State Farm Arena                             |
| 12 de octubre de 2010            | El Paso                 | Estados Unidos         | Don Haskins Center                           |
| 13 de octubre de 2010            | El Paso                 | Estados Unidos         | Don Haskins Center                           |
| 15 de octubre de 2010            | San Diego               | Estados Unidos         | San Diego Sports Arena                       |
| 16 de octubre de 2010            | Las Vegas               | Estados Unidos         | Mandalay Bay Events Center                   |
| 19 de octubre de 2010            | Sacramento              | Estados Unidos         | ARCO Arena                                   |
| 20 de octubre de 2010            | Los Ángeles             | Estados Unidos         | Santa Barbara Bowl                           |
| 22 de octubre de 2010            | Oakland                 | Estados Unidos         | Oracle Arena                                 |
| 23 de octubre de 2010            | Los Ángeles             | Estados Unidos         | Staples Center                               |
| 25 de octubre de 2010            | Los Ángeles             | Estados Unidos         | Honda Center                                 |
| 26 de octubre de 2010            | Los Ángeles             | Estados Unidos         | Fantasy Springs Special Events Center        |
| 29 de octubre de 2010            | Chicago                 | Estados Unidos         | Allstate Arena                               |
| Europa                           |                         |                        |                                              |
| 16 de noviembre de 2010          | Lyon                    | Francia                | Halle Tony-Garnier                           |
| 17 de noviembre de 2010          | Zúrich                  | Suiza                  | Hallenstadion                                |
| 19 de noviembre de 2010          | Madrid                  | España                 | WiZink Center                                |
| 21 de noviembre de 2010          | Lisboa                  | Portugal               | Pavilhão Atlântico                           |
| 23 de noviembre de 2010          | Bilbao                  | España                 | Bizkaia Arena                                |
| 24 de noviembre de 2010          | Barcelona               | España                 | Palau Sant Jordi                             |
| 26 de noviembre de 2010          | Montpellier             | Francia                | Arena Montpellier                            |
| 27 de noviembre de 2010          | Turín                   | Italia                 | Palasport Olimpico                           |
| 29 de noviembre de 2010          | Ginebra                 | Suiza                  | Arena de Ginebra                             |
| 1 de diciembre de 2010           | Róterdam                | Países Bajos           | Ahoy Rotterdam                               |
| 3 de diciembre de 2010           | Múnich                  | Alemania               | Olympiahalle                                 |
| 5 de diciembre de 2010           | Amneville               | Francia                | Galaxie Amneville                            |
| 6 de diciembre de 2010           | París                   | Francia                | Palais Omnisports de Paris-Bercy             |
| 9 de diciembre de 2010           | Berlín                  | Alemania               | O2 World                                     |
| 11 de diciembre de 2010          | Colonia                 | Alemania               | Lanxess Arena                                |
| 12 de diciembre de 2010          | Amberes                 | Bélgica                | Sportpaleis                                  |
| 14 de diciembre de 2010          | Mánchester              | Reino Unido            | Manchester Evening News Arena                |
| 16 de diciembre de 2010          | Dublín                  | Irlanda                | 3Arena                                       |
| 17 de diciembre de 2010          | Belfast                 | Irlanda                | Odyssey Arena                                |
| 19 de diciembre de 2010          | Glasgow                 | Reino Unido            | SEC Centre                                   |
| 20 de diciembre de 2010          | Londres                 | Reino Unido            | The O2 Arena                                 |
| Latinoamérica (The Pop Festival) |                         |                        |                                              |
| 1 de marzo de 2011               | Salta                   | Argentina              | Estadio Padre Ernesto Martearena             |
| 3 de marzo de 2011               | Córdoba                 | Argentina              | Estadio Mario Alberto Kempes                 |
| 5 de marzo de 2011               | Buenos Aires            | Argentina              | Estadio Puerto Madero                        |
| 6 de marzo de 2011               | Punta del Este          | Uruguay                | Conrad Resort & Casino                       |
| 8 de marzo de 2011               | Asunción                | Paraguay               | Jockey Club - Hipódromo de Asunción          |
| 10 de marzo de 2011              | Santiago                | Chile                  | Estadio Nacional de Chile                    |
| 12 de marzo de 2011              | Bogotá                  | Colombia               | Parque Metropolitano Simón Bolívar           |
| 15 de marzo de 2011              | Porto Alegre            | Brasil                 | FIERGS Parking Lot                           |
| 19 de marzo de 2011              | São Paulo               | Brasil                 | Estadio Morumbi                              |
| 21 de marzo de 2011              | Santa Cruz de la Sierra | Bolivia                | Estadio Ramón Tahuichi Aguilera              |
| 24 de marzo de 2011              | Brasilia                | Brasil                 | Estadio Mané Garrincha                       |
| 25 de marzo de 2011              | Lima                    | Perú                   | Estadio Monumental de San Marcos             |
| 27 de marzo de 2011              | Caracas                 | Venezuela              | Estadio de la Universidad Simón Bolívar      |
| 30 de marzo de 2011              | Santo Domingo           | República Dominicana   | Estadio Olímpico Félix Sánchez               |
| 2 de abril de 2011               | Ciudad de México        | México                 | Foro Sol                                     |
| 3 de abril de 2011               | Ciudad de México        | México                 | Foro Sol                                     |
| 5 de abril de 2011               | Guadalajara             | México                 | Estadio 3 de Marzo                           |
| 7 de abril de 2011               | Monterrey               | México                 | Estadio Universitario                        |
| 9 de abril de 2011               | Ciudad de Guatemala     | Guatemala              | Estadio Cementos Progreso                    |
| 10 de abril de 2011              | San José                | Costa Rica             | Estadio Nacional de Costa Rica               |
| 12 de abril de 2011              | Panamá                  | Panamá                 | Plaza Figali                                 |
| Asia                             |                         |                        |                                              |
| 29 de abril de 2011              | Abu Dhabi               | Emiratos Árabes Unidos | YAS Arena                                    |
| Europa                           |                         |                        |                                              |
| 2 de mayo de 2011                | Bolonia                 | Italia                 | Futurshow Station                            |
| 3 de mayo de 2011                | Milán                   | Italia                 | Mediolanum Forum                             |
| 5 de mayo de 2011                | Budapest                | Hungría                | Budapest Sports Arena                        |
| 7 de mayo de 2011                | Bucarest                | Rumania                | Plaza de la Revolución                       |
| 9 de mayo de 2011                | Belgrado                | Serbia                 | Belgrade Arena                               |
| 10 de mayo de 2011               | Zagreb                  | Croacia                | Zagreb Arena                                 |
| 14 de mayo de 2011               | Mannheim                | Alemania               | SAP Arena                                    |
| 15 de mayo de 2011               | Mönchengladbach         | Alemania               | Warsteiner HockeyPark                        |
| 17 de mayo de 2011               | Łódź                    | Polonia                | Atlas Arena                                  |
| 19 de mayo de 2011               | Minsk                   | Bielorrusia            | Minsk Arena                                  |
| 22 de mayo de 2011               | San Petersburgo         | Rusia                  | Petersburg Sports and Concert Complex        |
| 24 de mayo de 2011               | Moscú                   | Rusia                  | Estadio Olimpiski                            |
| Asia                             |                         |                        |                                              |
| 26 de mayo de 2011               | Beirut                  | Líbano                 | New Waterfront                               |
| África                           |                         |                        |                                              |
| 28 de mayo de 2011               | Rabat                   | Marruecos              | OLM Souissi                                  |
| Europa                           |                         |                        |                                              |
| 29 de mayo de 2011               | Barcelona               | España                 | Estadio Olímpico Lluís Companys              |
| 30 de mayo de 2011               | Valencia                | España                 | Auditorio Marina Sur                         |
| 3 de junio de 2011               | Madrid                  | España                 | Estadio Vicente Calderón                     |
| 4 de junio de 2011               | Bilbao                  | España                 | Estadio de San Mamés                         |
| 5 de junio de 2011               | Niza                    | Francia                | Palais Nikaia                                |
| 7 de junio de 2011               | Ginebra                 | Suiza                  | Arena de Ginebra                             |
| 8 de junio de 2011               | Zúrich                  | Suiza                  | Hallenstadion                                |
| 10 de junio de 2011              | Graz                    | Austria                | Rock Festival at Schwarzl Freizeitzentrum    |
| 11 de junio de 2011              | Fráncfort del Meno      | Alemania               | Festhalle                                    |
| 13 de junio de 2011              | París                   | Francia                | Palais Omnisports de Paris-Bercy             |
| 14 de junio de 2011              | París                   | Francia                | Palais Omnisports de Paris-Bercy             |
| México                           |                         |                        |                                              |
| 15 de julio de 2011              | Cancún                  | México                 | Hotel Moon Palace Cancún                     |
| 16 de julio de 2011              | Mérida                  | México                 | Exestación de trenes "La Plancha"            |
| 19 de julio de 2011              | Villahermosa            | México                 | Parque Tabasco                               |
| 22 de julio de 2011              | Tuxtla Gutiérrez        | México                 | Estadio Víctor Manuel Reyna                  |
| 24 de julio de 2011              | Puebla de Zaragoza      | México                 | Centro de Exposiciones y Convenciones Puebla |
| 26 de julio de 2011              | León                    | México                 | Explanada del Poliforum León                 |
| 28 de julio de 2011              | Hermosillo              | México                 | Estadio Héroe de Nacozari                    |
| 30 de julio de 2011              | Tijuana                 | México                 | Estadio Caliente                             |
| 31 de julio de 2011              | Mexicali                | México                 | Centro de Ferias y Exposiciones              |
| Asia                             |                         |                        |                                              |
| 24 de septiembre de 2011         | Singapur                | Singapur               | Marina Bay                                   |
| Iberoamérica                     |                         |                        |                                              |
| 1 de octubre de 2011             | Río de Janeiro          | Brasil                 | Rock in Rio                                  |
| Europa                           |                         |                        |                                              |
| 8 de octubre de 2011             | Kiev                    | Ucrania                | Estadio Olímpico de Kiev                     |
| Hispanoamérica                   |                         |                        |                                              |
| 14 de octubre de 2011            | San Juan                | Puerto Rico            | Coliseo de Puerto Rico José Miguel Agrelot   |
| 15 de octubre de 2011            | San Juan                | Puerto Rico            | Coliseo de Puerto Rico José Miguel Agrelot   |

### Datos de recaudación
| Lugar                                       | Ciudad        | Tickets vendidos / disponibles | Caja Dólares |
| ------------------------------------------- | ------------- | ------------------------------ | ------------ |
| Bell Centre                                 | Montreal      | 9 712 / 9 712 (100%)           | 792 301      |
| Madison Square Garden                       | Nueva York    | 14 144 / 14 144 (100%)         | $1 332 713   |
| BankAtlantic Center                         | Sunrise       | 12 994 / 12 994 (100%)         | $1 138 788   |
| Amway Arena                                 | Orlando       | 7 847 / 10 942 (72%)           | $615 439     |
| Santa Barbara Bowl                          | Santa Bárbara | 4 657 / 4 657 (100%)           | $415 942     |
| Oracle Arena                                | Oakland       | 11 459 / 13 950 (82%)          | $1 064 257   |
| Staples Center                              | Los Ángeles   | 14 087 / 14 087 (100%)         | $1 298 407   |
| O2 World                                    | Berlín        | 11 766 / 13 485 (87%)          | $832 452     |
| Sportpaleis                                 | Amberes       | 15 716 / 15 746 (100%)         | $893 179     |
| Manchester Evening News Arena               | Manchester    | 6 317 / 7 379 (86%)            | $429 495     |
| The O2 Arena                                | Londres       | 13 066 / 13 553 (96%)          | $923 345     |
| Parque Simón Bolívar                        | Bogotá        | 19 292 / 20 000 (98%)          | $1 868 410   |
| Exestación de Trenes "La Plancha"           | México        | 170 000/170 000 (100%)         | $24 000 000  |
| Aparcamiento FIERGS                         | Porto Alegre  | 19 943 / 23 400 (96%)          | $2 140 890   |
| Morumbi Stadium                             | São Paulo     | 56 417 / 60 000 (95%)          | $4 254 760   |
| Nilson Nelson Gymnasium                     | Brasília      | 8 056 / 12 300 (86%)           | $861 360     |
| Estadio Universidad San Marcos              | Lima          | 13 359 / 19 000 (72%)          | $1 029 350   |
| Estadio de Fútbol Universidad Simón Bolívar | Caracas       | 9 883 / 13 000 (76%)           | $3 362 120   |
| Belgrade Arena                              | Belgrado      | 25 100 / 25 100 (100%)         | 1 200 120 $  |
| José Miguel Agrelot Coliseum                | San Juan      | 24 788 / 26 196 (95%)          | 2 859 153 $  |
| TOTAL                                       | TOTAL         | 262 103 / 294 545 (89%)        | 26 112 361 $ |

### Nota
- Un concierto fue cancelado el mismo día de su presentación:
  - 1 de junio de 2011, en Almería, España, en el Estadio Juegos Mediterráneos
- Dos conciertos fueron pospuestos:
  - 9 de diciembre de 2010, en Fráncfort del Meno, Alemania, en el Festhalle: pospuesto al 11 de junio de 2011.
  - 17 de marzo de 2011 (como parte de The Pop Festival), en Brasilia, Brasil: pospuesto al 24 de marzo de 2011.